# CanAm 1966
Navigation
1967
La Canadian-American Challenge Cup 1966 est la première saison du championnat CanAm. Les voitures appartenaient au Groupe 7 de la FIA et chaque épreuve consistait en un sprint de deux heures.

## Engagés
| Écuries                    | Châssis       | Moteurs   | no          | Pilotes       |
| -------------------------- | ------------- | --------- | ----------- | ------------- |
| Team Surtees               | Lola T70 Mk.2 | Chevrolet | 7           | John Surtees  |
| Team Surtees               | Lola T70 Mk.2 | Chevrolet | Graham Hill |               |
| Bruce McLaren Motor Racing | McLaren M1B   | Chevrolet | 4           | Bruce McLaren |
| Bruce McLaren Motor Racing | McLaren M1B   | Chevrolet | 5           | Chris Amon    |
| All American Racers        | Lola T70      | Ford      | 8           | Jerry Grant   |
| All American Racers        | Lola T70      | Ford      | 30          | Dan Gurney    |
| Chaparral Cars             | Chaparral 2E  | Chevrolet | 65          | Phil Hill     |
| Chaparral Cars             | Chaparral 2E  | Chevrolet | 66          | Jim Hall      |

## Résultats
| no | Date         | Course                          | Lieu           | Vainqueur    | Écurie              | Pole position | Record du tour | Résumé |
| -- | ------------ | ------------------------------- | -------------- | ------------ | ------------------- | ------------- | -------------- | ------ |
| 1  | 11 septembre | Player's 200                    | Mont-Tremblant | John Surtees | Team Surtees        |               |                |        |
| 2  | 18 septembre | Grand Prix de Bridgehampton     | Bridgehampton  | Dan Gurney   | All American Racers |               |                | Résumé |
| 3  | 24 septembre | Grand Prix du Canada            | Bowmanville    | Mark Donohue | Penske Racing       | Dan Gurney    | Dan Gurney     | Résumé |
| 4  | 16 octobre   | Grand Prix de Monterey          | Monterey       | Phil Hill    | Chaparral Cars      |               |                | Résumé |
| 5  | 30 octobre   | Grand Prix du Los Angeles Times | Riverside      | John Surtees | Team Surtees        |               |                |        |
| 6  | 13 novembre  | Grand Prix de Stardust          | Spring Valley  | John Surtees | Team Surtees        |               |                |        |

### Classement
| Classement | Pilote                | MTR | BRI | CAN | MON | LOA | STA | Points |
| ---------- | --------------------- | --- | --- | --- | --- | --- | --- | ------ |
| Champion   | John Surtees          | 9   |     |     |     | 9   | 9   | 27     |
| 2e         | Mark Donohue          |     | 2   | 9   | 3   | 3   | 4   | 21     |
| 3e         | Bruce McLaren         | 6   | 4   |     | 4   |     | 6   | 20     |
| 4e         | Phil Hill             |     | 3   | 6   | 9   |     |     | 18     |
| 5e         | Jim Hall              |     |     |     | 6   | 6   |     | 12     |
| 6e         | Chris Amon            | 4   | 6   |     |     |     |     | 10     |
| 7e         | Dan Gurney            |     | 9   |     |     |     |     | 9      |
| 8e         | Chuck Parsons         | 1   | 1   | 4   |     |     |     | 6      |
| 9e         | Graham Hill           |     |     |     |     | 4   |     | 4      |
| 10e        | Peter Revson          |     |     |     |     | 1   | 3   | 4      |
| 10e        | John Cannon           | 3   |     |     | 1   |     |     | 4      |
| 12e        | George Follmer        | 2   |     |     |     | 2   |     | 4      |
| 13e        | Earl Jones            |     |     | 3   |     |     |     | 3      |
| 14e        | Paul Hawkins          |     |     | 2   |     |     |     | 2      |
| 14e        | Masten Gregory        |     |     |     | 2   |     |     | 2      |
| 14e        | Lothar Motschenbacher |     |     |     |     |     | 2   | 2      |
| 17e        | Eppie Wietzes         |     |     | 1   |     |     |     | 1      |
| 17e        | Jerry Titus           |     |     |     |     |     | 1   | 1      |